# AN/APG-68
AN/APG-68雷达是一种脉冲多普勒雷达（长达296千米）由西屋（现为诺斯洛普公司）设计并更换原来装在F-16战斗机的AN/APG-66雷达。早期的AN/APG-68(V)8雷达系统由以下可替换的单位组成： 
- 天线
- 双模发送器 (DMT)
- 模块化的低功耗射频接收器 (MLPRF)
- 可编程的信号处理器(PSP)

AN/APG-68(V)9雷达系统由以下可替换的单位组成：
- 天线
- 中型发射机 (MDT)
- 模块化接收机/励磁机 (MoRE)
- 常见的雷达信号处理器 (CoRP)

AN/APG-68(V)9是最新的版本。较以前的版本，除了增加扫描范围它还增加了合成孔径雷达(SAR)能力。
The APG-68(V)9雷达有几个变型,包括装在以色列空军、新加坡空军、土耳其空军、摩洛哥空军和希腊空军、巴基斯坦空军的F-16D Block 52后面的机型，波兰空军的F-16C/D Block 52后面的机型和泰国皇家空军的F-16 A/B Block 15 MLU机型。

## 技术参数
- 频率:起动包络频率在9.86 GHz左右
- 在AIS测试中可以达到26 GHz左右
- 雷達扫描范围: 296.32 km, 184 英
- 冷卻方式: 風冷，9.9公斤/分鐘；發射機為液冷
- 峰值功率：21.5千瓦（kW）
- 驅動方式：液壓驅動
- 对于反射面为5平方米的空中目标，扫描范围為105km[4]
- 搜索锥角度: 120 ° × 120 °
- 方位角: ±10 度 / ± 30 度 / ± 60 度
- 可编程信号处理器(PSP) - 该部分负责雷达的信号处理和雷达信号数字化。PSP可以通过F-16的低头显示设置（HDDS）或通常被称为多功能显示器（MFDs）的仪器来控制。 然后PSP输出被处理过的信号给系统作战飞行程序，程序会自动锁定新的有威胁的目标或者更改雷达的工作状态。 PSP也包含着空对空导弹和空对地导弹的雷达控制电路来操作雷达的扫描模式，SAR模式或者ISAR模式
- 模块化的低功耗无线电频率调制器（MLPRF）——雷达系统的信号发射器。信号发射器随着PSP启动后里的雷达表进行频率的改动。MLPRF将会生成一个小容量的射频驱动器，  驱动器会把信号传递到双模发射器（DMT），然后DMT会放大来自MLPRF的信号用来探测用途（这更像支票和余额系统）MLPRF也负责雷达回波的接受并对接受到的雷达噪声进行辨认，排除无用的信息。MLPRF处理后的信息发送到PSP进行视频处理，在对飞行机组人员显示之前，在PSP里把目标/威胁对照着雷达表一个个匹配。
- 双模发射器（DMT）- 一个包含着行波管的24000伏特雷达发射机，它会把放大后的射频电流发送到雷达天线。行波管通过从DMT内部的脉冲双层单元接收到光脉冲来放大。
- 天线 - 平面阵列天线。它通过波导系统传来的射频数据来工作。天线发送和接收的脉冲时间被PMW（脉冲调制波）和波导双工器组件所控制着。天线内部有单相交流发电机组件（用于正交相位控制）、移相器（用于正交I / Q数据） 和用来校正天线位置的平衡环架。